# Berlingske Aftenavis
Berlingske Aftenavis var en dansk avis, der udkom fra 1845 til 1971.
Avisen blev udgivet som aftenudgave af Berlingske Tidende og var velanset som borgerligt kultur- og opinionsorgan. Redaktionelt blev Berlingske Aftenavis udskilt fra morgenavisen i 1913. Oplaget dykkede kraftigt i 1968 som følge af, at postvæsenet indstillede den sene postombæring. I 1969 lancerede avisen en udvidet weekendudgave, der blev populær. Det Berlingske Officin lukkede Berlingske Aftenavis i februar 1971, men fortsatte weekendudgaven, der i oktober samme år skiftede navn til Weekendavisen.